# Chiesa della Santissima Trinità (Lentini)
La chiesa della Santissima Trinità e San Marziano e il monastero delle Clarisse costituivano un aggregato religioso, odierno polo monumentale ubicato sul colle San Francesco, parrocchia della Santissima Trinità e San Marziano di Lentini.

## Storia

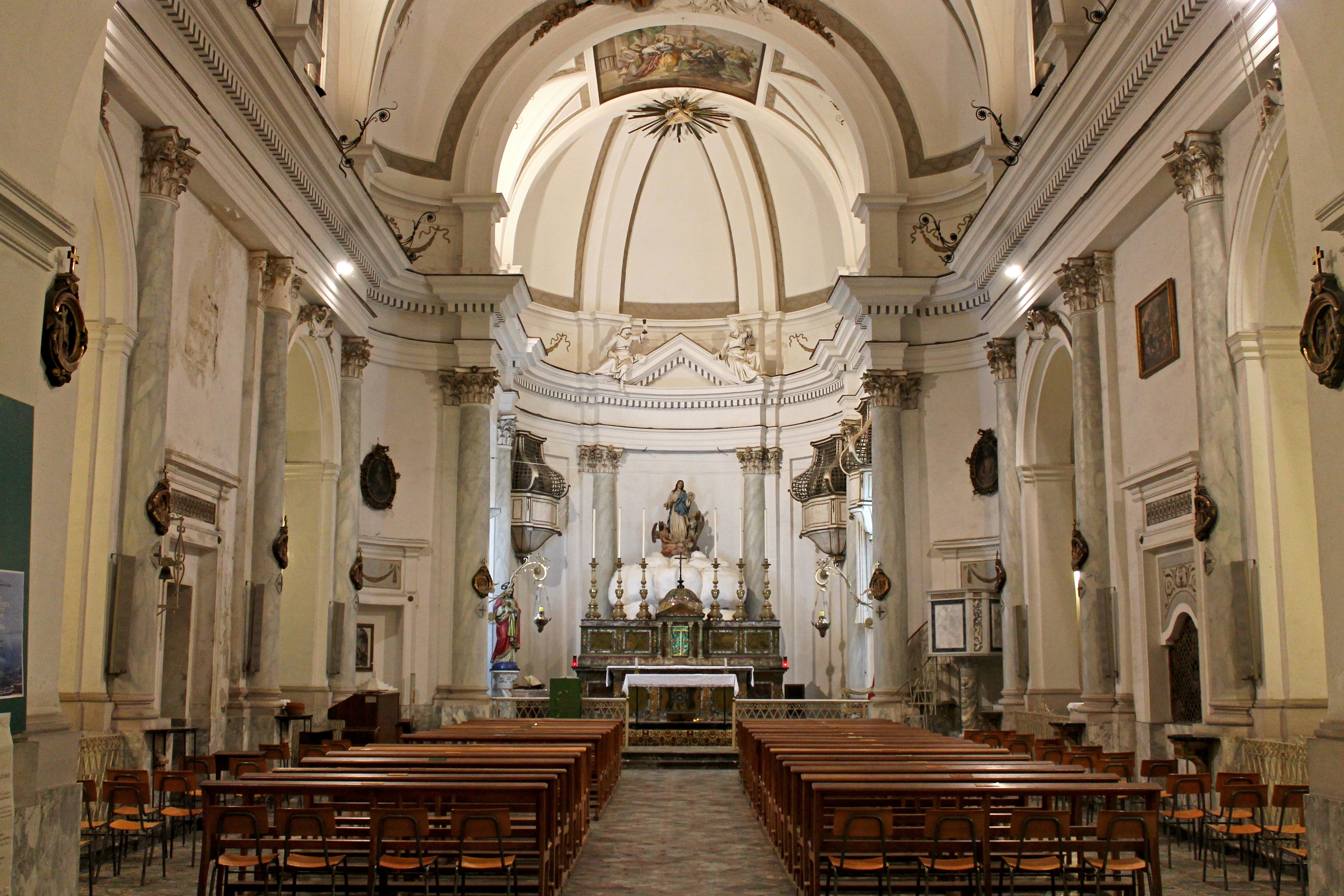
Navata.

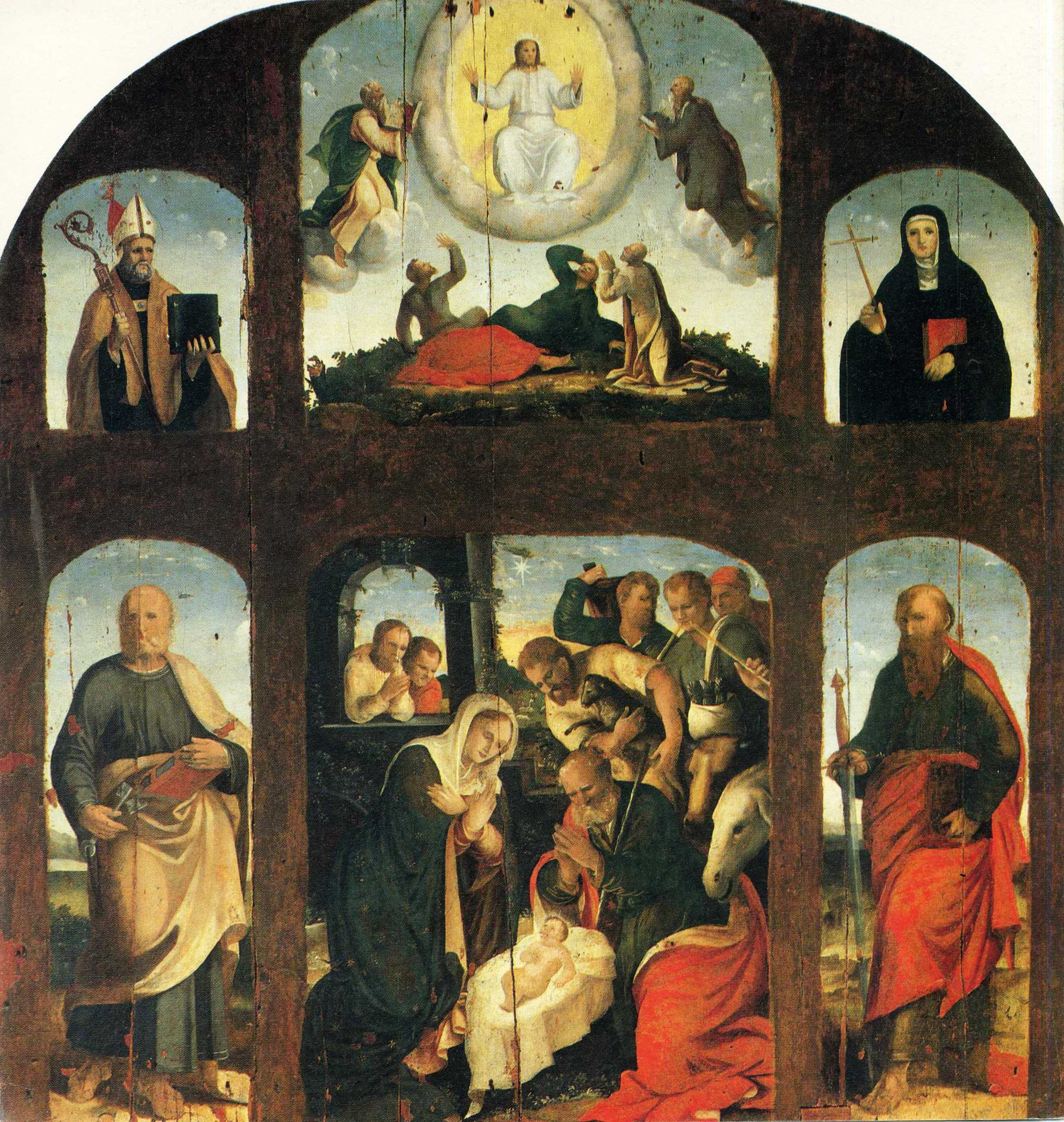
Polittico di scuola messinese.

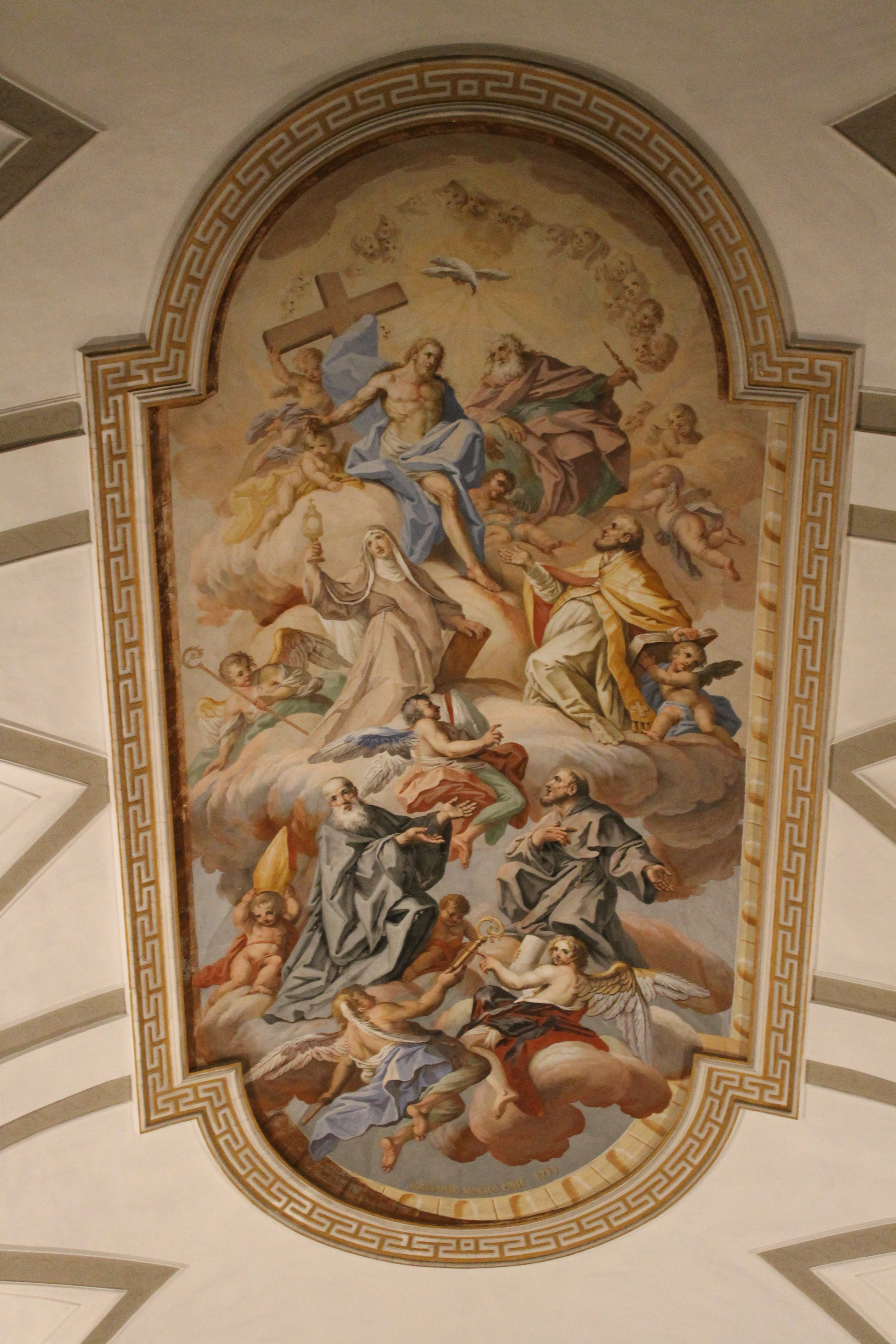
Affresco volta navata.

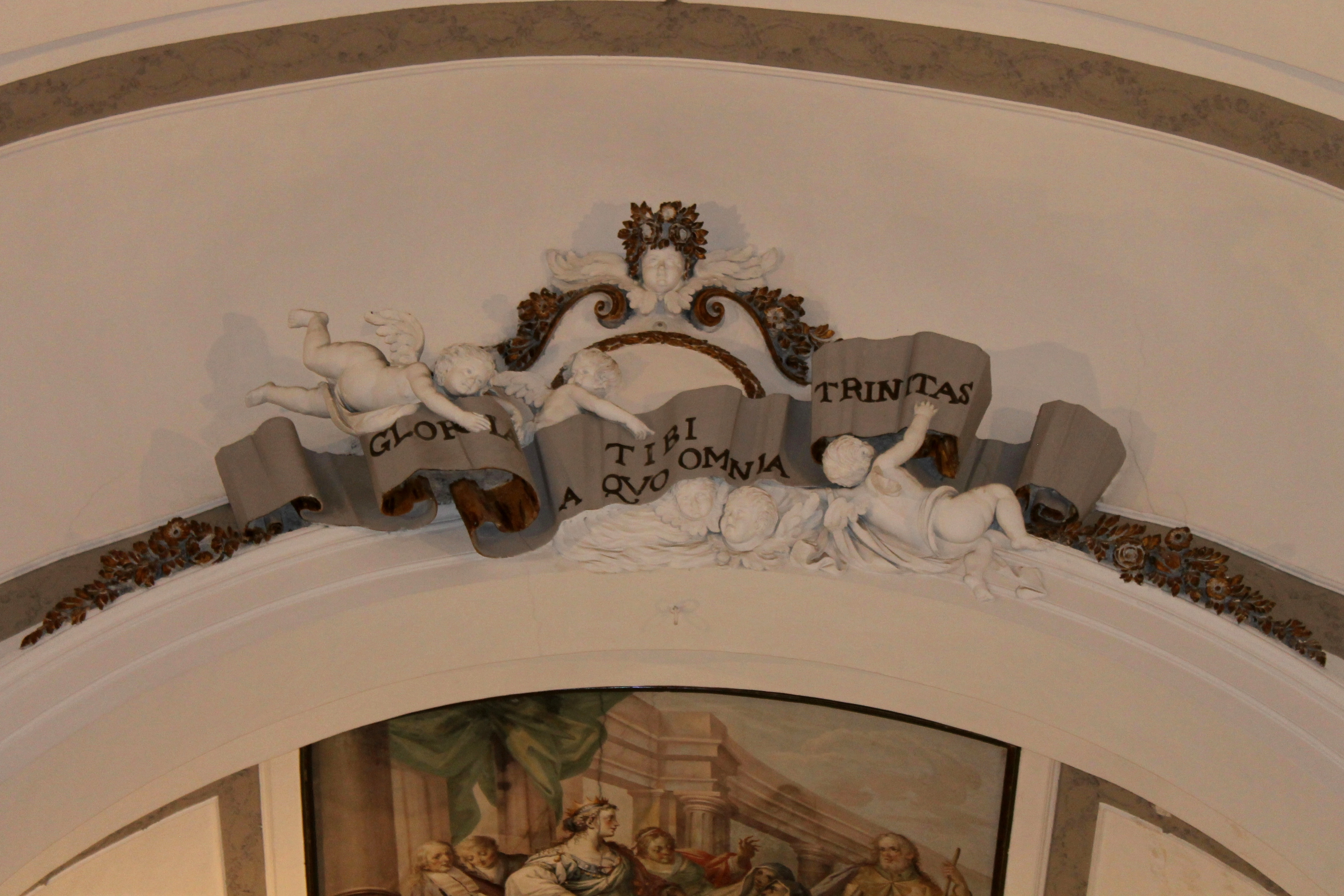
Stemma in stucco dell'arco trionfale.

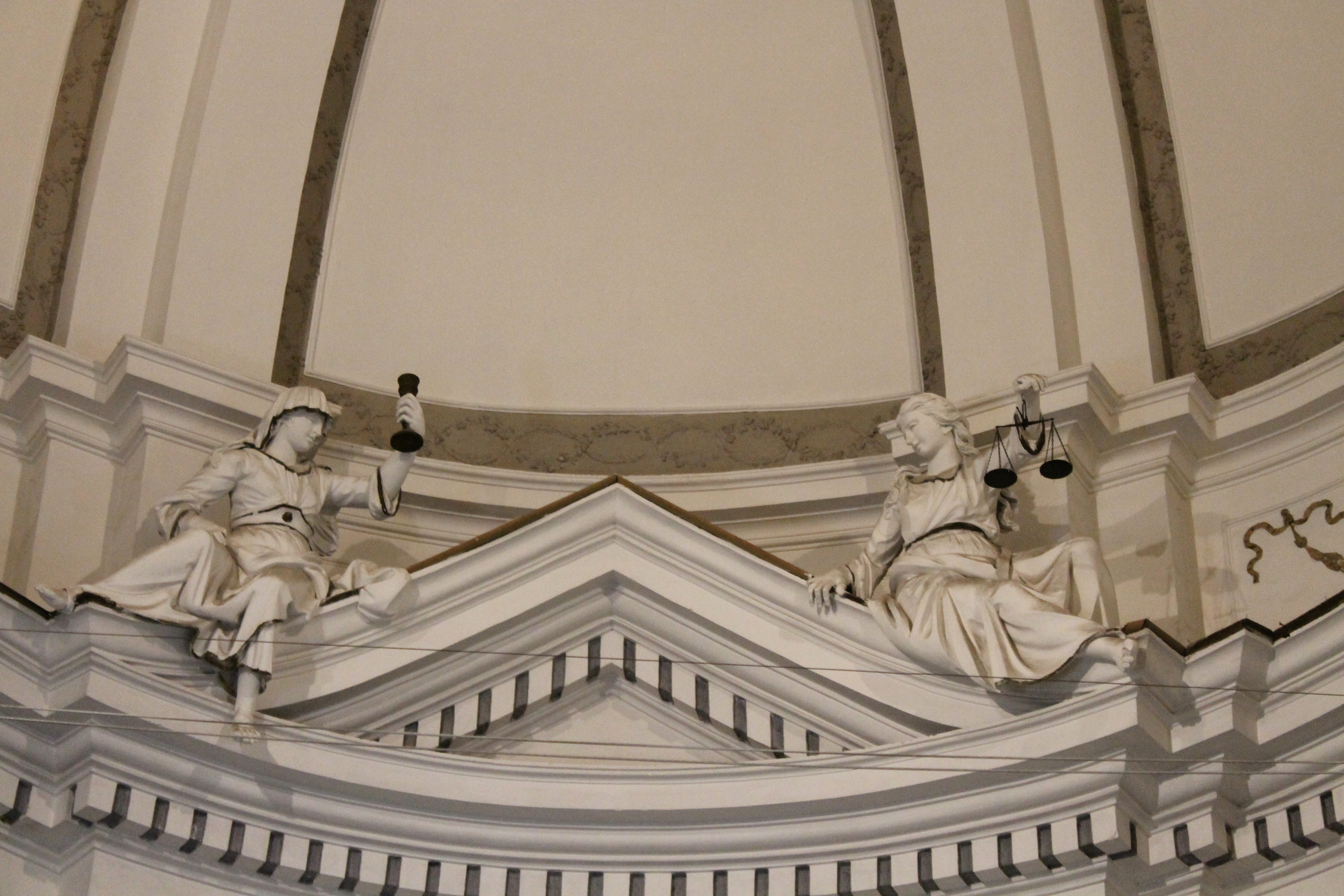
Timpano altare maggiore.

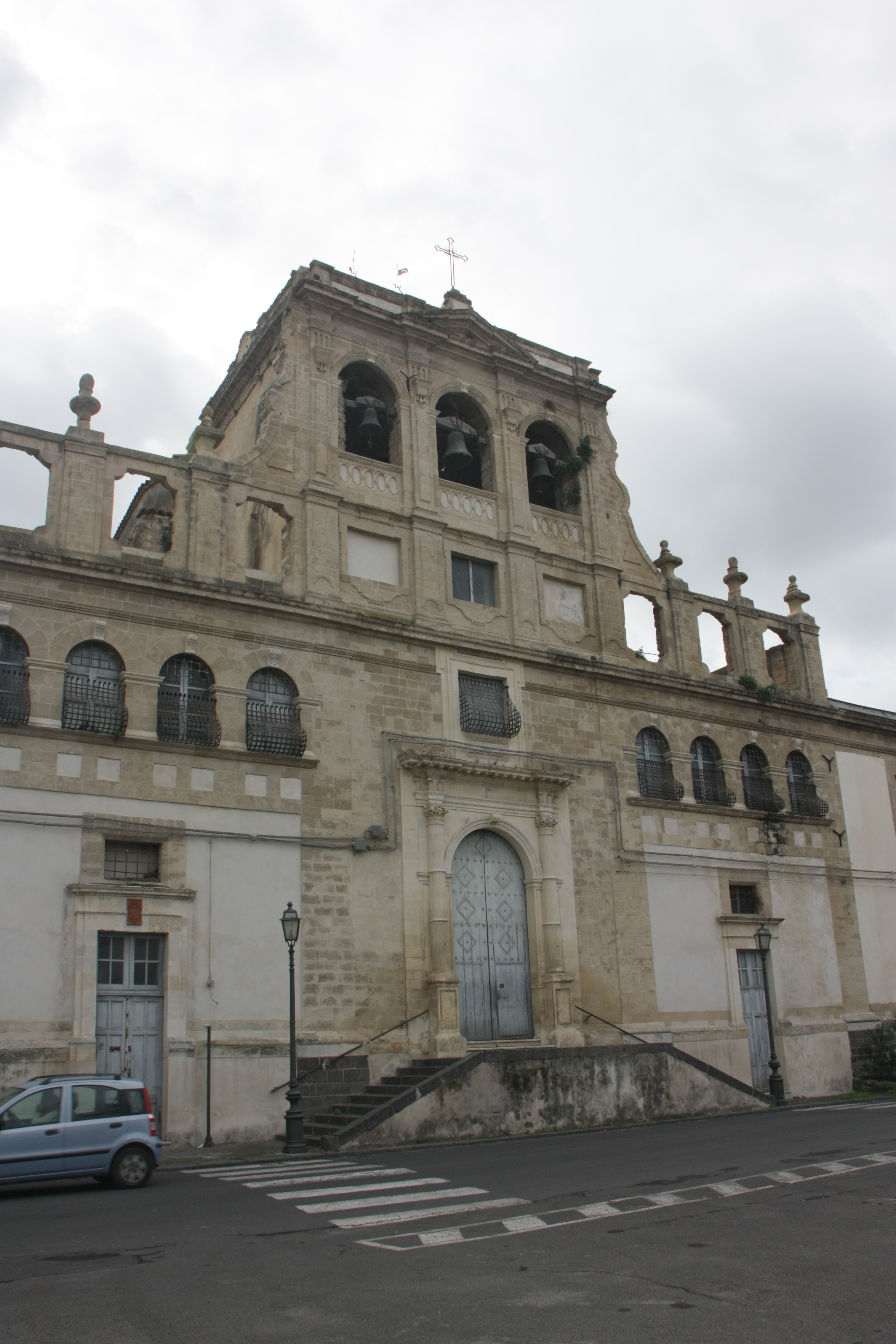
Veduta generale.

### Epoca aragonese
Il primo monastero cittadino (Abbadia, Badia, Bbadia e retto da una Badessa), delle Clarisse fu fondato nel 1312 dalla regina Eleonora d'Angiò, moglie di Federico III d'Aragona. Seguirono la costruzione di altre due istituzioni religiose: il monastero della Santissima Trinità, nel quartiere dei Cosentini alle falde del colle Tirone, e il monastero di San Marziano nei pressi dell'attuale chiesa dell'Immacolata.

### Epoca spagnola

#### Sisma 1542
L'evento del 10 dicembre 1542 - meglio conosciuto come "Terremoto nel Val di Noto, Anno Domini 1542" o come "Magnus Terremotus in terra Xiclis" - distrusse parte del monastero della Santissima Trinità. Le suore scampate al sisma, 5 in tutto, furono alloggiate ripartendole tra la chiesa di San Leonardo e la chiesa di San Marziano. Solo più avanti nel tempo furono accolte in un edificio più ampio, di proprietà della nobile famiglia Falcone.
Nel 1543, nello stesso luogo, fu eretto il nuovo monastero della Santissima Trinità al quale fu annessa nel 1546 la chiesa di San Marziano. Nel 1551 il vecchio monastero fu riedificato sull'area del primitivo sito e parte delle monache lo ripopolò.
Le Clarisse disponevano di tre ben distinte istituzioni a Lentini, due sul colle Tirone, intitolate rispettivamente a Santa Chiara e alla Santissima Trinità, quest'ultimo inteso come costruzione Superiore, e uno nei pressi del palazzo Falcone, Santissima Trinità Inferiore, per distinguerlo dal precedente.

#### Sisma 1693
Con il terremoto del Val di Noto del 1693 i tre monasteri furono interamente distrutti e - per procedere celermente alla ricostruzione - i loro beni furono riuniti.
Il nuovo monastero, sotto il titolo di "Santissima Trinità e San Marziano", sorse sull'area di palazzo Falcone, il cui nucleo familiare era stato cancellato durante il sisma.
L'attuale chiesa sotto lo stesso titolo, fu edificata sui ruderi dell'attiguo palazzo della famiglia La Palumba su progetto dell'architetto Vella da Malta, sorge sul colle San Francesco ove domina dall'alto l'intera città di Lentini.
Perfezionata nelle forme attuali.

### Epoca contemporanea
Nel giugno del 1932, per iniziativa personale del sacerdote Giovanni Di Stefano, la chiesa fu recuperata dal degrado in cui versava, e ottenuto il permesso della Curia, fu riaperta al culto.
Monumento nazionale.

## Esterno
La facciata contempla ambienti del monastero. In essa si fondono caratteri di stile rinascimentale con elementi tardo barocchi.
Nel prospetto a torre presenta tre portoni d'ingresso, i due laterali conducono ad ambienti accessori, il portale centrale, accessibile attraverso rampe di scale con sviluppo isoscele, è abbellito da una raffinata decorazione lapidea costituita da fusti collocati su alti plinti reggenti un articolato architrave.
Le partizioni laterali si presentano intonacate con finestre quadrate sui rispettivi varchi. A livello superiore una teoria di quattro finestre ad arco dotate di grate. Una balaustra con tre grosse aperture sormontate da altrettanti vasi fiammati che fanno ala con una vela di raccordo ondulata alla torre centrale del prospetto realizzato in conci. Sopra l'ingresso in asse si alternano una finestra con grata, una teoria di tre finestre, la torre campanaria costituita da loggia a tre arcate in cui sono contenute altrettante campane in bronzo. L'apertura centrale è l'unica ad essere sormontata da timpano triangolare. Chiude la prospettiva un piccolo castelletto campanario in ferro battuto con banderuole, e la croce apicale con raggiera.
Controfacciata con coro e grande grata.

## Interno
Impianto a navata unica con aula rettangolare, preceduto da ampio vestibolo con volta a crociera.
Altari laterali incassati in arcate delimitate da colonne ioniche con capitelli corinzi. Grande cornicione, volta con vele, apparato decorativo in stucco e grossi quadroni a fresco nel soffitto in corrispondenza della navata centrale e del cappellone. Al centro la Gloria della Santissima Trinità con le raffigurazioni di San Marziano, Santa Chiara d'Assisi, San Benedetto da Norcia e San Francesco d'Assisi, opera di Sebastiano Lo Monaco.
Pavimento in ceramica di Caltagirone del XVIII secolo.

### Navata destra
- Dal vestibolo a dx: varco per la ex Cappella Associazione Cantoria.

Tomba di padre Di Stefano, primo parroco del tempio.
- Prima arcata: Altare della Crocifissione. Sulla sopraelevazione il dipinto raffigurante la Crocifissione, opera di Giuseppe Velasco del XVIII secolo.[1]
  - Grata.
- Seconda arcata: Altare della Natività. Sulla sopraelevazione è custodito il polittico con pannelli raffiguranti San Benedetto da Norcia, la Trasfigurazione, Santa Scolastica, la Natività, San Pietro Apostolo e San Paolo Apostolo, opera attribuita a seguace della scuola di Antonello da Messina. 
  - Pulpito.

### Navata sinistra
- Dal vestibolo a sx: ambienti della Casa Canonica.

Confessionale.
- Prima arcata: Altare di Santa Chiara. Sulla sopraelevazione il dipinto raffigurante Santa Chiara d'Assisi, opera di Giuseppe Velasco del XVIII secolo.[2]
  - Sacrestia.
- Seconda arcata: Altare della Santissima Trinità. Sulla sopraelevazione il dipinto raffigurante la Santissima Trinità, opera di Giuseppe Velasco del XVIII secolo.[3]
  - Battistero e fonte battesimale.

### Presbiterio
Ambiente delimitato da balaustra con ambone e arco trionfale. Al centro è presente un grande stemma in stucco con angioletti, putti e cartiglio recante l'iscrizione "GLORIA TIBI TRINITAS A QVO OMNIA".
Altare maggiore in agata e tabernacolo in lapislazzuli. Sulla sopraelevazione è realizzata una macchina a modo di nuvola sulla quale è collocata la statua raffigurante la Vergine Maria circondata da angeli.
Colonne sovrapposte a lesene con capitelli corinzi toccati in oro, reggono una partizione di cornicione - architrave base del timpano triangolare curvilineo con statue sulle cimase: allegoria della Fede con l'attributo calice a destra e Giustizia con l'attributo bilancia.
Lungo il catino absidale si affacciano quattro balconi con grate per assicurare la corretta clausura delle religiose mentre assistevano alle funzioni sacre. Nella calotta è rappresentato l'Occhio della Provvidenza racchiuso nel triangolo al centro della raggiera dorata, nella volta l'affresco raffigurante l'incontro tra Regina Eleonora d'Angiò e la Badessa.

## Monastero
Nel 1862 il monastero ospitava 10 monache, 4 novizie e 5 converse.
Le strutture comprendevano due ampi saloni adibiti a dormitorio, vari magazzini, stanze di lavoro, ripostigli e dispense.
L'abolizione dell'ordine religioso nel 1866, determinò la chiusura del convento, pertanto l'edificio transitò nelle proprietà del comune. In stato di abbandono per molti anni, fu successivamente adibito a magazzino comunale, nel 1912 divenne sede di scuola elementare. Il complesso fu utilizzato come ricovero prima di soldati e poi di profughi della guerra del 1915 - '18.
Negli anni 1934 - 1935, a sancire il definitivo distacco tra la chiesa e il convento, fu innalzato un muro dietro le grate.

## Monastero della Santissima Trinità
Monastero della Santissima Trinità nel quartiere dei Cosentini alle falde del colle Tirone.

## Monastero di San Marziano
Monastero di San Marziano nei pressi dell'attuale chiesa dell'Immacolata.